# Vladimir Vorobiov
Pour les articles homonymes, voir Vorobiov.
Vladimir Anatolievitch Vorobiov - en russe :  Владимир Анатольевич Воробьёв et en anglais : Vladimir Vorobiev - (né le 2 novembre 1972 à Tcherepovets en URSS) est un joueur professionnel russe de hockey sur glace devenu entraîneur. Il évolue au poste d'ailier.

## Biographie

### Carrière de joueur
En 1992, il débute avec le Severstal Tcherepovets dans la MHL. Il est choisi au cours du repêchage d'entrée 1992 dans la Ligue nationale de hockey par les Rangers de New York en 10e ronde, en 240e position. Le 12 janvier 1997, il débute dans la LNH face aux Devils du New Jersey. Il est échangé le 23 mars 1999, aux Oilers d'Edmonton en retour de Kevin Brown. Il revient en Russie en 2000. Il a remporté quatre titres de champion de Russie, les deux premiers avec le Dinamo, puis avec les Ak Bars Kazan, le Salavat Ioulaïev Oufa ainsi que la Coupe d'Europe des clubs champions 2007 avec les Ak Bars.

### Carrière internationale
Il a représenté la Russie au niveau international.

## Statistiques

### En club
| Saison     | Équipe                  | Ligue      |    | Saison régulière | Saison régulière | Saison régulière | Saison régulière | Saison régulière |    | Séries éliminatoires | Séries éliminatoires | Séries éliminatoires | Séries éliminatoires | Séries éliminatoires |
| Saison     | Équipe                  | Ligue      | PJ | B                | A                | Pts              | Pun              | PJ               | B  | A                    | Pts                  | Pun                  |                      |                      |
| 1992-1993  | Metallourg Tcherepovets | Superliga  | 42 | 18               | 5                | 23               | 18               |                  |    |                      |                      |                      |                      |                      |
| 1993-1994  | Dinamo Moscou           | Superliga  | 36 | 9                | 14               | 23               | 10               |                  |    |                      |                      |                      |                      |                      |
| 1994-1995  | Dinamo Moscou           | Superliga  | 48 | 9                | 20               | 29               | 28               | -                | -  | -                    | -                    | -                    |                      |                      |
| 1995-1996  | Dinamo Moscou           | Superliga  | 42 | 19               | 9                | 28               | 49               | -                | -  | -                    | -                    | -                    |                      |                      |
| 1996-1997  | Rangers de Binghamton   | LAH        | 61 | 22               | 27               | 49               | 6                | 4                | 1  | 1                    | 2                    | 2                    |                      |                      |
| 1996-1997  | Rangers de New York     | LNH        | 16 | 5                | 5                | 10               | 6                | -                | -  | -                    | -                    | -                    |                      |                      |
| 1997-1998  | Wolf Pack de Hartford   | LAH        | 56 | 20               | 28               | 48               | 18               | 15               | 11 | 8                    | 19                   | 4                    |                      |                      |
| 1997-1998  | Rangers de New York     | LNH        | 15 | 2                | 2                | 4                | 6                | -                | -  | -                    | -                    | -                    |                      |                      |
| 1998-1999  | Wolf Pack de Hartford   | LAH        | 65 | 24               | 41               | 65               | 22               | -                | -  | -                    | -                    | -                    |                      |                      |
| 1998-1999  | Bulldogs de Hamilton    | LAH        | 8  | 3                | 6                | 9                | 2                | 6                | 0  | 1                    | 1                    | 2                    |                      |                      |
| 1998-1999  | Oilers d'Edmonton       | LNH        | 2  | 2                | 0                | 2                | 2                | 1                | 0  | 0                    | 0                    | 0                    |                      |                      |
| 1999-2000  | Bulldogs de Hamilton    | LAH        | 37 | 9                | 9                | 18               | 16               | -                | -  | -                    | -                    | -                    |                      |                      |
| 1999-2000  | Ice Dogs de Long Beach  | LIH        | 23 | 6                | 7                | 13               | 0                | 1                | 0  | 0                    | 0                    | 2                    |                      |                      |
| 2000-2001  | Severstal Tcherepovets  | Superliga  | 38 | 9                | 3                | 12               | 8                | -                | -  | -                    | -                    | -                    |                      |                      |
| 2002-2003  | Dinamo Moscou           | Superliga  | 47 | 8                | 9                | 17               | 20               | 5                | 1  | 3                    | 4                    | 2                    |                      |                      |
| 2003-2004  | Dinamo Moscou           | Superliga  | 54 | 11               | 19               | 30               | 32               | 3                | 0  | 0                    | 0                    | 2                    |                      |                      |
| 2004-2005  | Dinamo Moscou           | Superliga  | 41 | 8                | 11               | 19               | 12               | 9                | 1  | 2                    | 3                    | 0                    |                      |                      |
| 2005-2006  | Ak Bars Kazan           | Superliga  | 41 | 7                | 16               | 23               | 24               | 13               | 7  | 5                    | 12                   | 4                    |                      |                      |
| 2006-2007  | Ak Bars Kazan           | Superliga  | 51 | 10               | 23               | 33               | 44               | 14               | 2  | 5                    | 7                    | 4                    |                      |                      |
| 2007-2008  | Salavat Ioulaïev Oufa   | Superliga  | 41 | 9                | 19               | 28               | 24               | -                | -  | -                    | -                    | -                    |                      |                      |
| 2008-2009  | Salavat Ioulaïev Oufa   | KHL        | 47 | 5                | 28               | 33               | 32               | 4                | 1  | 0                    | 1                    | 0                    |                      |                      |
| 2009-2010  | Salavat Ioulaïev Oufa   | KHL        | 21 | 0                | 6                | 6                | 0                | -                | -  | -                    | -                    | -                    |                      |                      |
| 2010-2011  | Severstal Tcherepovets  | KHL        | 33 | 2                | 4                | 6                | 16               | 2                | 0  | 0                    | 0                    | 6                    |                      |                      |
| Totaux LNH | Totaux LNH              | Totaux LNH | 33 | 9                | 7                | 16               | 14               | 1                | 0  | 0                    | 0                    | 0                    |                      |                      |

### En équipe nationale
| Saison | Événement            | PJ | B | A | Pts | +/- | Pun | Résultat        |
| ------ | -------------------- | -- | - | - | --- | --- | --- | --------------- |
| 1995   | Championnat du monde | 6  | 0 | 2 | 2   |     | 6   | Cinquième place |
| 1996   | Championnat du monde | 6  | 0 | 2 | 2   | +1  | 2   | Quatrième place |